# Amedo
Amedo é uma povoação portuguesa do Município de Carrazeda de Ansiães que foi sede da extinta Freguesia de Amedo, freguesia que tinha 12,23 km² de área e 302 habitantes (2011), e, por isso, uma densidade populacional de 24,7 hab/km².
A Freguesia de Amedo foi extinta em 2013, no âmbito de uma reforma administrativa nacional, tendo sido agregada à Freguesia de Zedes para formar uma nova freguesia denominada União das Freguesias de Amedo e Zedes da qual é a sede.

## População
| População da freguesia de Amedo | População da freguesia de Amedo | População da freguesia de Amedo | População da freguesia de Amedo | População da freguesia de Amedo | População da freguesia de Amedo | População da freguesia de Amedo | População da freguesia de Amedo | População da freguesia de Amedo | População da freguesia de Amedo | População da freguesia de Amedo | População da freguesia de Amedo | População da freguesia de Amedo | População da freguesia de Amedo | População da freguesia de Amedo |
| ------------------------------- | ------------------------------- | ------------------------------- | ------------------------------- | ------------------------------- | ------------------------------- | ------------------------------- | ------------------------------- | ------------------------------- | ------------------------------- | ------------------------------- | ------------------------------- | ------------------------------- | ------------------------------- | ------------------------------- |
| 1864                            | 1878                            | 1890                            | 1900                            | 1911                            | 1920                            | 1930                            | 1940                            | 1950                            | 1960                            | 1970                            | 1981                            | 1991                            | 2001                            | 2011                            |
| 566                             | 512                             | 624                             | 640                             | 627                             | 545                             | 596                             | 731                             | 796                             | 676                             | 526                             | 615                             | 411                             | 340                             | 302                             |

## Património
- Igreja de Santiago
- Casa do Paço
- Solar de Mariz
- Casa da Carranca